# 弗朗切斯科·阿切尔比
弗朗切斯科·阿切尔比（義大利語：Francesco Acerbi，發音：[franˈtʃesko aˈtʃɛrbi]；1988年2月10日— ) ，是一名意大利足球运动员，场上司职中后卫，目前效力意甲球队国际米兰。意大利國家足球隊成員。

## 俱乐部生涯

### 早年
出生在隆巴蒂的阿切尔比在当地的帕维亚俱乐部开始了职业生涯。他的联赛首秀完成于2006年4月23日。接着，他在2007年1月11日被租借至意丁联赛的雷纳特队，并于同日在一场友谊赛中登场。他在1月28日，一场与帕拉佐洛队0:0战平的比赛中完成了官方首秀。但是他在1月30日回到了雷纳特队，踢了06-07赛季意大利丙2级联赛的最后一场比赛.8月2日他被租借到特里斯蒂那接着在8月16日被租借到斯佩齐亚，但是他只参加了斯佩齐亚的U20队比赛。他在2008年7月1日回到了帕维亚，成为了一名常规首发球员。他参加了09-10赛季两回合北方联盟升级附加赛但失足半决赛。然而由于经济原因，一些球队被逐出联盟，这使他的球队得以借此晋级。

### 雷吉纳
在7月13日，他收到了乙级球队雷吉纳的赛季前训练营的召唤，而他的共同所有权谈判于7月16日完成。在2011年1月31日帕维亚以为公开的价格将保留的50%所有权卖给雷吉纳。而他的另一半所有权被雷吉纳以100万欧元卖给了另一支甲级联赛球队热那亚。他仅仅错过了2010-11赛季意乙联赛的两场比赛，并且参加了升级附加赛，在半决赛中输给了附加赛的最后胜者纳瓦拉队。他参加过一场2010-11赛季的意大利杯比赛，但被罚下场。他在接下来的比赛中被禁止出场，并且在第三轮比赛中没能进入球队大名单。

### 切沃
2011年6月24日，热那亚以220万欧元从雷吉纳买下了其保留的50%所有权，并将安东尼奥.拉古萨送至雷吉纳。2007年7月1日他的一半所有权被作为凯文.康斯坦特转会至热那亚780万欧元交易的一部分以200万欧元卖给切沃。同时，伊凡.法蒂奇在2011年6月以20万欧元价格回到切沃。阿切尔比在下半赛季开始后参加比赛（14次登场），并与马尔科.安德雷奥利（9场比赛），达里奥.达伊内利（3场比赛）和波斯赞.塞萨尔（2场比赛）搭档。

### AC米兰
2012年6月2日，AC米兰买下了切沃拥有的阿切尔比的一半所有权，而热那亚则保留了他的另一半所有权。同时，AC米兰也从热那亚租借了凯文·康斯坦。2012年7月。切沃从热那亚签下伊萨克.科菲埃作为经济补偿的一部分。阿切尔比在AC米兰3:1战胜博洛尼亚的比赛中完成了首秀。由于表现无法获得肯定，米兰在冬歇期期间把阿切尔比的另外一半所有权被出售给热那亚，热那亚之后立即将其租借回到切沃。

## 榮譽

### 球會
拉齊奧
- 義大利盃冠軍：2018–19賽季
- 義大利超級盃冠軍：2019年

國際米蘭
- 義大利盃冠軍 : 2022–23賽季
- 義大利超級盃冠軍 : 2022年、2023年

### 個人
- 義甲公平競賽獎：2014–15賽季